# Cry On Your Smile
「Cry On Your Smile」（クライ・オン・ユア・スマイル）は、久保田利伸の4枚目のシングル。1987年10月21日に発売された。発売元はCBS/SONY。

## リリース
1987年10月21日に、CBS/SONYからリリースされ、初回プレス盤はペーパースリーブジャケット仕様となっている。

### 再発盤
1989年11月1日にCDシングル、2005年8月24日にマキシシングルにて再発売された。

## 記録
本作で自身初のオリコンチャートトップ10入りを果たした。

## 収録曲
| 全作詞: 川村真澄、全作曲: 久保田利伸。 |                          |           |            |              |      |
| #                                      | タイトル                 | 作詞      | 作曲・編曲 | 編曲         | 時間 |
| 1.                                     | 「Cry On Your Smile」    | 川村真澄  | 久保田利伸 | 杉山卓夫     | 4:59 |
| 2.                                     | 「TAWAWAヒットパレード」 | 川村真澄  | 久保田利伸 | MOTHER EARTH | 3:47 |
| 合計時間:                              | 合計時間:                | 合計時間: | 8:46       |              |      |

## タイアップ
| # | 曲名                  | タイアップ                       | 出典  |
| - | --------------------- | -------------------------------- | ----- |
| 1 | 「Cry On Your Smile」 | 東宝系映画『咬みつきたい』主題歌 | [ 3 ] |

## 収録アルバム
- the BADDEST（#1、#2）

## カバー
- 伊能静 - 1990年のアルバム『落入凡間的精靈』に収録。